# Jalhay
Pour les articles ayant des titres homophones, voir Jallais et Jalley.
Jalhay (en wallon Djalhé, en allemand Galbach, en néerlandais Gelhaag) est une commune francophone de Belgique située en Région wallonne dans la province de Liège. C'est la commune belge possédant la dénivellation la plus importante, allant de 170 m à 681 m d'altitude.

## Géographie

### Communes limitrophes
|                | Verviers - Limbourg - Baelen |        |
| Verviers Theux | Jalhay                       | Baelen |
|                | Spa - Stavelot - Malmedy     |        |

### Sections de commune
| # | Nom          | Superf. (km²) | Habitants (2020) | Habitants par km² | Code INS |
| - | ------------ | ------------- | ---------------- | ----------------- | -------- |
| 1 | Jalhay       | 52,98         | 3.771            | 71                | 63038A   |
| 2 | Sart-lez-Spa | 53,96         | 4.957            | 92                | 63038B   |

### Villages, hameaux et lieux-dits
Surister, Herbiester, Foyr, Charneux, Solwaster, Sart-lez-Spa, Arbespine, Tiège, Royompré, Neufmarteau, Bolimpont, Gospinal, Bois de Mariomont, Bansions, Croupet-du-Moulin, Cockaifagne, Vervierfontaine, Odimont, Géronfosse, Wayai.
Nivezé et Balmoral sont partagés entre les communes de Jalhay et de Spa.

## Démographie

### Démographie: Avant la fusion des communes
- Source: DGS recensements population

### Démographie: Commune fusionnée
En tenant compte des anciennes communes entraînées dans la fusion de communes de 1977, on peut dresser l'évolution suivante :
Les chiffres des années 1831 à 1970 tiennent compte des chiffres des anciennes communes fusionnées.
- Source: DGS , de 1831 à 1981=recensements population; à partir de 1990 = nombre d'habitants chaque 1 janvier[1]

## Héraldique
|  | La commune possède des armoiries qui lui ont été octroyées le 16 octobre 1980. Chaque parti évoque l’une des communes avant fusion: le premier Jalhay avec le blason des Lantremange, derniers seigneurs de Jalhay et le second avec un perron liégeois symbole des libertés de Sart; les feux faisant référence à l’essartage. Saint-Lambert est le patron de l’église mère de Sart. Blasonnement : Parti : au 1 de sable à la bande d'argent accompagnée de deux étoiles à six rais posés en barre, au 2 d'argent à un perron formé d'une colonne posée sur trois degrés et sommée d'une pomme de pin surmontée d'une croix, le tout d'azur et posé sur une terrasse au naturel, chargée de cinq feux de sartage de gueules posés 3 et 2. - Délibération communale : 16 octobre 1980 Source du blasonnement : Armorial des communes de la province de Liège. |

## Politique et administration

### Collège et conseil communal 2024-2030
| Collège communal   |                    |                |
| ------------------ | ------------------ | -------------- |
| Bourgmestre        | Victoria Vandeberg | MR - MR-IC-EJS |
| 1er Échevin        | Marc Ancion        | MR - MR-IC-EJS |
| 2e Échevine        | Alison Clement     | MR-IC-EJS      |
| 3e Échevin         | Dimitri Houssa     | MR - MR-IC-EJS |
| 4e Échevin         | Michel Parotte     | MR - MR-IC-EJS |
| Présidente du CPAS | Noëlle Willem      | MR-IC-EJS      |

## Patrimoine et culture

### Patrimoine architectural
- L'église Saint-Michel de Jalhay possède un curieux clocher dont la flèche est tordue. On appelle clocher tors ce type de clocher : il en existe dix autres en Belgique dont huit en province de Liège et un autre dans la commune : celui de l'église Saint Lambert de Sart-lez-Spa.
- La Baraque Michel haut lieu touristique des Hautes Fagnes
- Le barrage de la Gileppe
- Liste du patrimoine immobilier classé de Jalhay

- Lac de la Gileppe
- Hautes Fagnes
- Le Dolmen à Solwaster

### Culture

#### Folklore
- Chaque année, le dimanche suivant le mardi gras a lieu le cortège de Carnaval de Jalhay et de Herbiester.
- Le laetare de Sart-Tiège est l'occasion d'un défilé-concours de chars fleuris entre Sart-lez-Spa et Tiège.
  - Depuis 2024, ces quatre carnavals comptent parmi les chefs-d'œuvre du Patrimoine oral et immatériel de la Fédération Wallonie-Bruxelles sous le titre : Rivalité amicale dans les carnavals de l’Ardenne liégeoise.
- Le Festival des Épouvantails à Surister début juillet. Chaque villageois expose son épouvantail devant sa maison.
- La Fête du Chou le weekend de la mi-janvier. Depuis 1981, une bonne occasion de déguster la potée aux chou local puis de faire la fête sur des airs d'accordéon.
- La fête du Bœuf a lieu le dernier week-end de juillet. On y cuit un bœuf à la broche.

#### Films tournés à Jalhay
- 1987 : Carnaval. Film réalisé par Ronny Coutteure.
- 2009 : Sœur Sourire de Stijn Coninx.

## Photographies

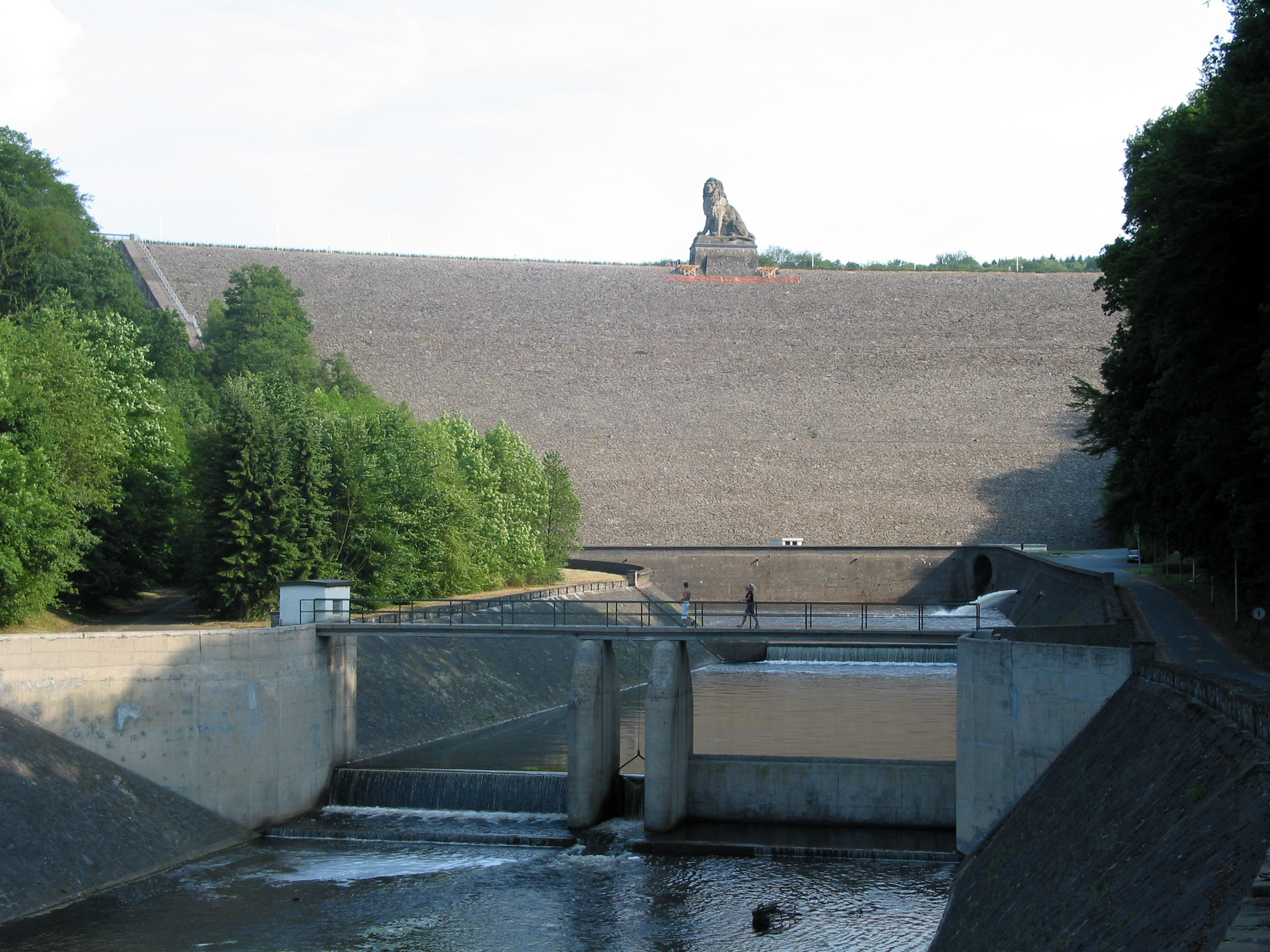
Vue en contreplongée du barrage de la Gileppe.
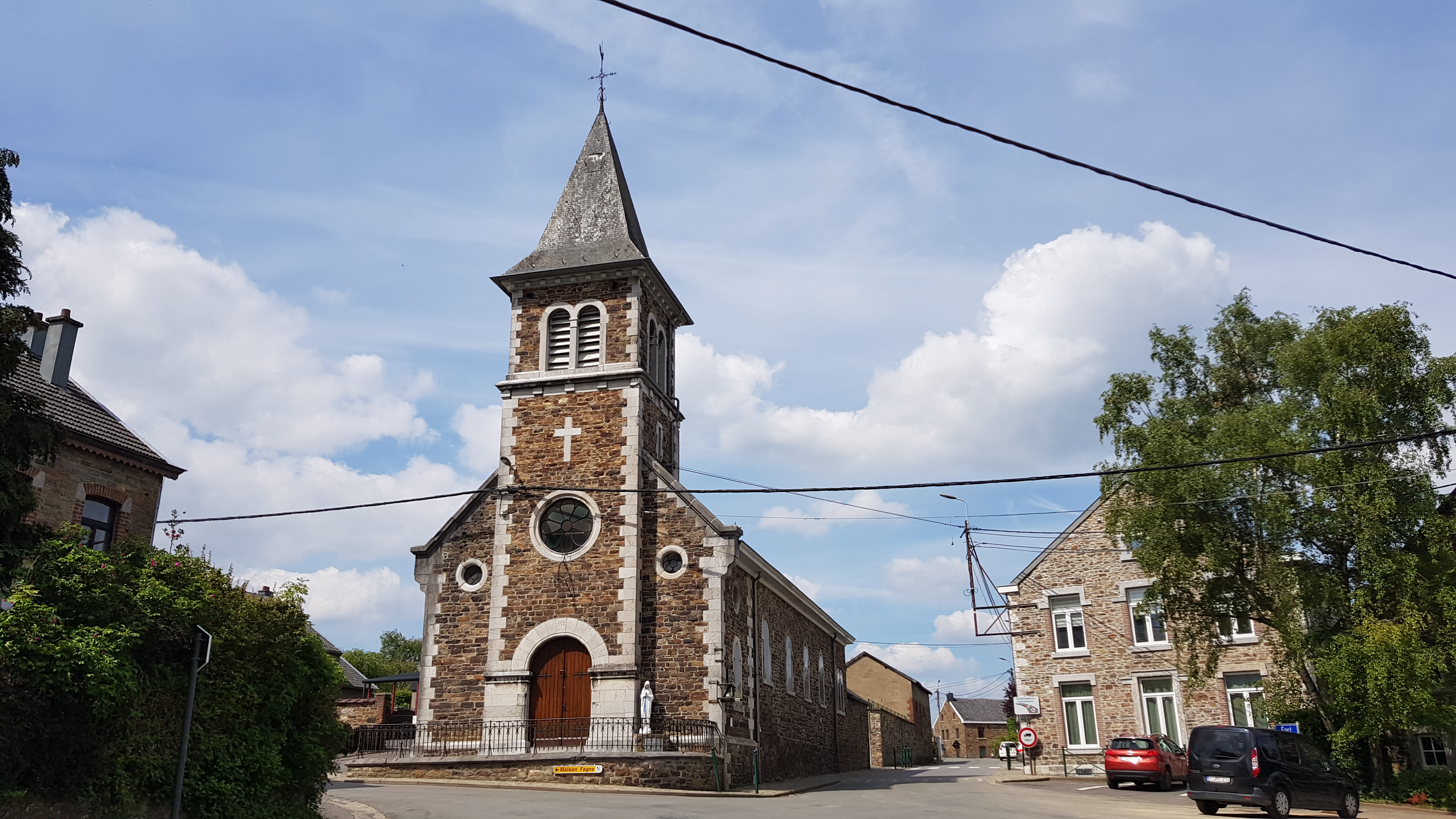
Église et place de Solwaster.
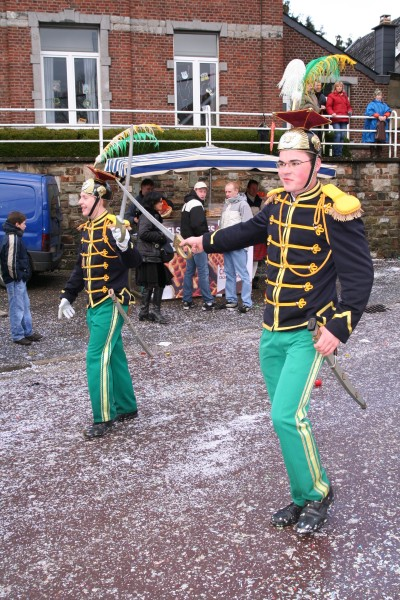
La carnaval de Jalhay : les lanciers.
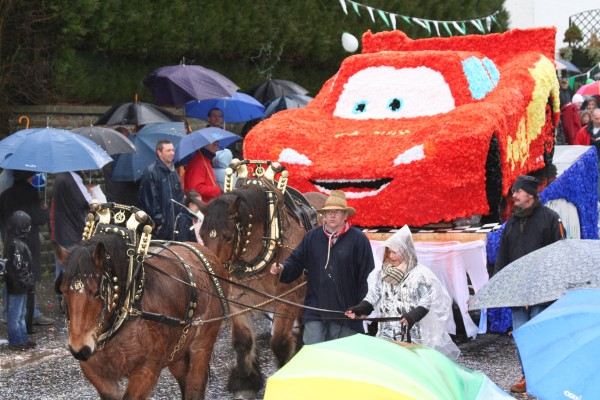
Le laétaré de Sart-Tiège : un char fleuri tire par des chevaux ardennais.
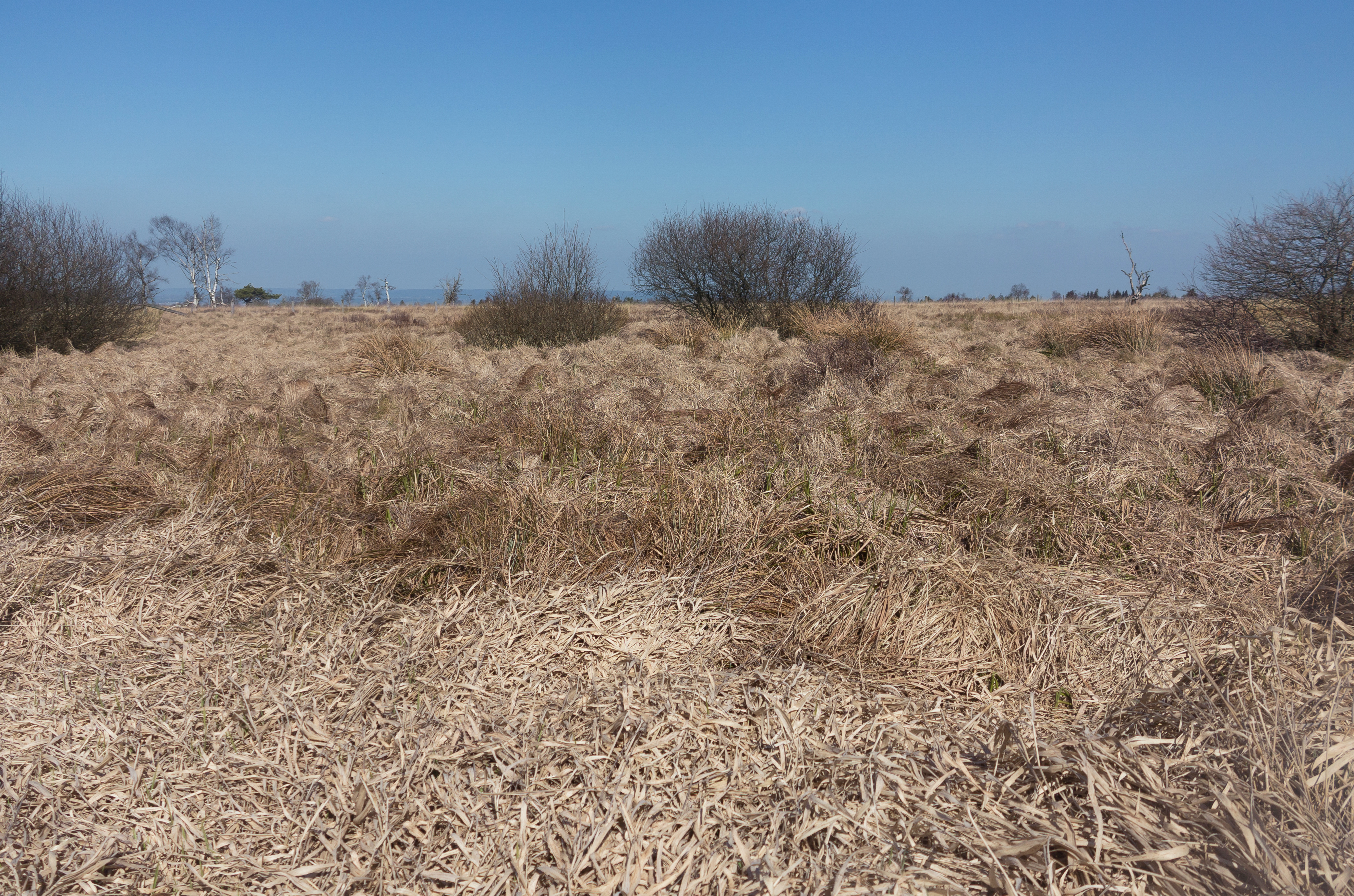
Tourbière haut entre Belle Croix et Baraque Michel.
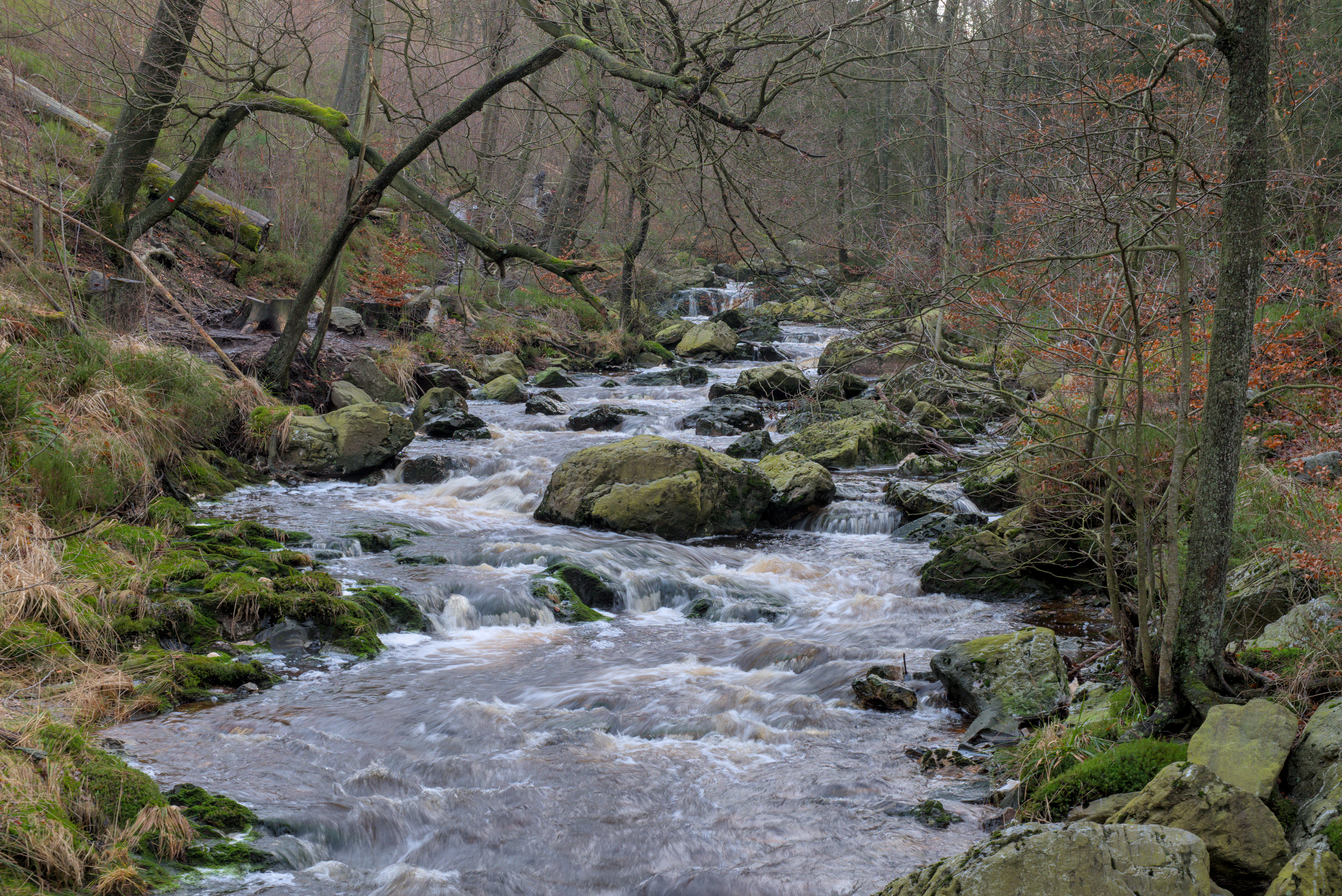
La Hoëgne.

## Économie

### Transports publics
La commune est desservie par les lignes de bus :
294 Verviers - Tiège - Trois-Ponts ;
295 Verviers - Tiège - Spa ;
390 Verviers - Jalhay - Rocherath ;
393 Verviers - Surister - Fouir - Jalhay - Herbiester - Charneux ;
394 Eupen - Baraque Michel - Saint-Vith ;
395 Verviers - Tiège - Malmedy - Reuland ;
744 Spa - Tiège - Stavelot - Trois-Ponts.
infotec.be

## Personnalités liées à la commune
- Elisée Legros (1910-1970), folkloriste, linguiste et dialectologue, y est né et décédé.